# اچ‌ام‌اس راتل‌اسنیک (۱۸۲۲)
اچ‌ام‌اس راتل‌اسنیک (۱۸۲۲) (به انگلیسی: HMS Rattlesnake (1822)) یک کشتی بود که طول آن ۱۱۳ فوت ۸ اینچ (۳۴٫۶ متر) بود. این کشتی در سال ۱۸۲۲ ساخته شد.